# 아가씨와 아줌마 사이
《아가씨와 아줌마 사이》는 2004년 5월 9일부터 2004년 10월 10일까지 방영되었던 MBC 명랑가족 시트콤이다. 본 프로그램은 일요일 오전과 낮에 시트콤을 2편이나 편성했다는 이유로 인해서 비난을 받았다.
게다가, 비현실적인 설정 등의 이유 탓인지 기대 이하의 성적에 그쳤다.
한편, MBC는 해당 프로그램의 후속으로 조선에서 왔소이다를 편성할 예정이었으나 이런저런 사정으로 불발됐다.

## 등장 인물

### 주요 인물
- 조미령 : 다인(30세) 역

서울시 홍보협력팀 주임. 형기네 큰며느리. 자신이 아줌마란 사실을 거부하며 평생 아가씨로 살고 싶어한다.
- 김정난 : 정난 역

서울시 홍보협력팀 팀장. 화려한 싱글로 보여지는 모습과는 달리 속은 매우 쓸쓸해 한다. 하지만 능력있는 커리어 우먼으로 언제나 자신감만은 넘친다.
- 황보 : 혜정 역

1층 슈퍼 며느리. 일찍 아기 엄마가 되어 엄마로는 책임감은 강하지만 화끈한 성격과 잘 놀던 과거를 잊지 못하는 철부지 엄마다.
- 이은혜 : 은혜(21세) 역

강원도 산골에서 상경한 순진무구한 아가씨로, 아직 자신을 어린 소녀라 생각한다.

### 조씨 가족
- 조형기 : 형기 역 - 아버지 (중도 하차)[4]
- 김진수 : 진수 역 - 막내삼촌
- 남성진 : 성진 역 - 형기의 첫째 아들, 다인의 남편, 경비업체 사장
- 최정원 : 정원 역 - 형기의 둘째 아들
- 엄성모 : 성모 역 - 형기의 막내 아들
- 김지석 : 지석 역 - 다인의 남동생

### 슈퍼집 사람들
- 권기선 : 기선 역 - 어머니, 슈퍼 운영
- 하하 : 동훈 역 - 쌍둥이 아들, 혜정의 남편, 대학생
- 추소영 : 소영 역 - 쌍둥이 딸 (중도 하차)[5]
- 한지안 : 지혜 역 - 동훈과 혜정의 딸, 초등학교 1학년

### 그 외
- 양택조 : 우리나라 최고 그룹의 회장 역
- 우정태 : 정태 역 - 회장 손자
- 한상규 : 한 주임 역

### 특별출연
- 이명박 : 서울시장 본인 역[6]
- 김지영 : 성진의 스토커 역
- 김효진 : 성진의 조카 역